# They Dance Alone (Cueca Solo)
They Dance Alone (Cueca Solo) ist ein Protestsong gegen das Verbrechen des gewaltsamen Verschwindenlassens von Menschen, der vom britischen Musiker Sting geschrieben und erstmals 1987 auf dem Album … Nothing Like the Sun veröffentlicht wurde. Der Liedtext ist eine Metapher, die sich auf trauernde chilenische Frauen („arpilleristas“) bezieht, die den Cueca, den chilenischen Nationaltanz, alleine, mit den Fotos ihrer „verschwundenen“ Ehemänner und Söhne in ihren Händen, tanzen. Sting beschreibt sein Lied als symbolische Geste des Protestes gegen den chilenischen Diktator Augusto Pinochet, während dessen Regime zwischen 1973 und 1990 tausende Menschen ermordet wurden oder spurlos verschwanden, die so genannten „Desaparecidos“. Das Lied wurde in einer englischen (mit einigen gesprochenen spanischen Zeilen) und in einer spanischen Version mit dem Titel Ellas Danzan Solas geschrieben, die ebenfalls auf der EP Nada como el sol veröffentlicht wurde. Bei der Aufnahme wurde Sting von Mark Knopfler (an der Gitarre) und von Rubén Blades (Hintergrundgesang und Gitarre) unterstützt.
Die bemerkenswertesten Livefassungen von They Dance Alone gab es bei folgenden Konzerten: am 11. Juni 1988 beim Nelson Mandela 70th Birthday Tribute Concert, am 15. Oktober 1988 bei einem Konzert für Amnesty International in Buenos Aires mit Peter Gabriel und den Madres de Plaza de Mayo und schließlich am 13. Oktober 1990 beim „From Chile... An Embrace To Hope Concert“ in Santiago de Chile. Neben Darbietungen von Künstlern wie Jackson Browne, Wynton Marsalis, Sinéad O’Connor, Peter Gabriel und den New Kids on the Block gab es einen Auftritt von 20 chilenischen Frauen, die mit Fotografien ihrer verschollenen Ehemänner und Söhne auf die Bühne kamen, und zusammen mit Sting nach They Dance Alone tanzten.
Im Jahre 2001 erhielt Sting für dieses Lied den Gabriela-Mistral-Preis für Kultur.

## Coverversionen
They Dance Alone wurde mehrfach in Englisch, Spanisch oder als Instrumentalversion gecovert. Zu den bekanntesten Fassungen zählen: José Feliciano and the Vienna Symphonic Orchestra Project (Instrumentalversion) (1987) vom Album Jose Feliciano and Vienna Symphony Orchestra, Singer Pur (2012) vom Album Singer Pur sings Sting (acappella), Richie Havens (1994) vom Album Cuts to the Chase, Bob Belden Ensemble (Instrumentalversion) (1989) vom Album Straight to My Heart: The Music of Sting, Mark Hall vom Album Acoustic Moods of Sting, das London Symphony Orchestra (1994) vom Album Performs the Music of Sting, Lynn McDonald (2007) vom Album It's High Time, Holly Near & Mercedes Sosa (englische und spanische Version) (1990) vom Album Singer in the Storm, Mariano Yanani (2005) vom Album Babies go Sting und Joan Baez (spanische Version) (1989) vom Album Diamonds & Rust in the Bullring.

## Charts
| ChartsChartplatzierungen     | Höchstplatzierung | Wochen |
| ---------------------------- | ----------------- | ------ |
| Deutschland (GfK)            | 66 (3 Wo.)        | 3      |
| Vereinigtes Königreich (OCC) | 94 (1 Wo.)        | 1      |